# Botanophila latigena
Botanophila latigena är en tvåvingeart som först beskrevs av Stein 1907.  Botanophila latigena ingår i släktet Botanophila och familjen blomsterflugor. Inga underarter finns listade i Catalogue of Life.